# Osama Zoghlami
Osama Zoghlami (Tunisi, 19 giugno 1994) è un siepista e mezzofondista italiano, medaglia di bronzo individuale agli Europei under 23 di Tallinn 2015 ed a squadre agli Europei juniores di corsa campestre a Belgrado 2013.

## Biografia
Nato in Tunisia, è arrivato in Italia all’età di due anni insieme alla famiglia, stabilendosi a Valderice, in provincia di Trapani. 
Ha un fratello gemello Ala Zoghlami, anche lui siepista,  atleta e compagno di squadra prima all’A.S.D. A.S. Valderice e poi al CUS Palermo, entrambi allenati da Gaspare Polizzi. È stato introdotto nell’atletica da Enrico Angelo ed ora viene ancora allenato da Gaspare Polizzi che lo segue dal 2010. 
Assente ad entrambi i campionati italiani cadetti nel biennio di categoria 2008-2009; 45º posizione agli italiani cadetti di corsa campestre nel 2009.
Nel biennio 2010-2011 ai campionati italiani allievi sui 3000 m giunge rispettivamente 19º ed 11º.
2012, prima medaglia ai campionati italiani giovanili con l'argento sui 3000 m siepi juniores.
Nel 2013 ha ottenuto insieme al fratello gemello Ala la nazionalità italiana ricevendo la comunicazione ufficiale attraverso la Federazione Italiana di Atletica Leggera.
Agli Europei juniores in Italia a Rieti è stato settimo, precedendo il fratello gemello Ala giunto al dodicesimo posto; partecipa anche agli Europei juniores di corsa campestre a Belgrado (Serbia) terminando la gara al 43º posto.
Ai campionati italiani juniores di corsa campestre termina al nono posto in classifica; sui 3000 m siepi, medaglia d'argento ai nazionali juniores dietro il fratello-campione Ala e poi ottavo posto agli assoluti di Milano.
2014, medaglia di bronzo sui 3000 m siepi agli italiani promesse dietro il fratello-campione Ala e settimo nella stessa specialità agli assoluti di Rovereto.
Medaglia di bronzo nel 2015 agli Europei under 23 di Tallinn (Estonia) col fratello gemello Ala quarto.
Ai campionati nazionali vince la medaglia di bronzo agli italiani promesse di corsa campestre (16º assoluto), davanti al fratello Ala; invece sui 3000 m siepi ai campionati promesse conquista l'argento dietro il fratello-campione Ala (terza volta di fila sui 3000 m siepi ai campionati italiani giovanili) ed agli assoluti di Torino termina in quarta posizione proprio dietro il bronzo del fratello Ala.
Nel 2016 ottiene due quarti posti nei 3000 m hs: in Tunisia ai Mediterranei under 23 di Tunisi ed ai nazionali assoluti di Rieti, così come agli assoluti di Trieste nel 2017 quando ha vinto il titolo assoluto il gemello Ala.
2018, esordisce con la maglia della Nazionale seniores in occasione dei Giochi del Mediterraneo a Tarragona in Spagna, finendo al sesto posto; sempre con la Nazionale assoluta partecipa in Germania anche agli Europei di Berlino uscendo in batteria, valevole come turno di accesso alla finale; inoltre si è laureato vicecampione nazionale agli assoluti di Pescara dietro al neo-vincitore Leonardo Feletto e precedendo proprio il gemello Ala.
Dal 2014 al 2018 ha sempre chiuso nella top ten italiana delle liste nazionali di stagione: secondo 2017, quarto 2018, quinto 2014, sesto 2016, ottavo 2015.
Dal 2012 al 2017 ha sempre migliorato ogni anno il primato personale nei 3000 metri siepi.
Ha gareggiato in tre rassegne internazionali giovanili consecutive, insieme al fratello-gemello Ala: Europei juniores di Rieti 2013, Europei under 23 di Tallinn 2015 e Mediterranei under 23 di Tunisi 2016.
Durante la sua carriera agonistica si è già sfidato diverse volte, sia in ambito nazionale che internazionale, contro altri tre siepisti-crossisti italiani (bilancio aggiornato al 2017): il fratello-gemello Ala col quale è in vantaggio 8 a 7 nei confronti diretti; contro il coetaneo Italo Quazzola ha vinto in 5 occasioni contro le 8 del rivale; infine col classe 1992 Giuseppe Gerratana è in svantaggio 3 a 6.

## Progressione

### 1500 metri piani
| Stagione | Tempo   | Luogo          | Data       | Rank. Mond. |
| -------- | ------- | -------------- | ---------- | ----------- |
| 2018     | 3'46"15 | Ponzano Veneto | 8-6-2018   | -           |
| 2017     | 3'43"13 | Ponzano Veneto | 1-6-2017   | -           |
| 2016     | 3'41"98 | Padova         | 17-7-2016  | -           |
| 2015     | 3'46"20 | Palermo        | 12-9-2015  | -           |
| 2014     | 3'47"02 | Alcamo         | 12-9-2014  | -           |
| 2013     | 3'48"98 | Palermo        | 18-10-2013 | -           |
| 2012     | 3'58"24 | Palermo        | 19-5-2012  | -           |
| 2011     | 4'08"91 | Enna           | 2-7-2011   | -           |
| 2010     | 4'11"70 | Vicenza        | 26-6-2010  | -           |

### 3000 metri piani
| Stagione | Tempo   | Luogo    | Data      | Rank. Mond. |
| -------- | ------- | -------- | --------- | ----------- |
| 2018     | 7'57"81 | Göteborg | 18-8-2018 | -           |
| 2013     | 8'23"30 | Palermo  | 17-4-2013 | -           |
| 2012     | 8'39"72 | Palermo  | 30-4-2012 | -           |
| 2011     | 9'06"43 | Formia   | 12-6-2011 | -           |
| 2010     | 9'09"69 | Vicenza  | 27-6-2010 | -           |

### 3000 metri siepi
| Stagione | Tempo   | Luogo     | Data       | Rank. Mond. |
| -------- | ------- | --------- | ---------- | ----------- |
| 2024     | 8'19"54 | Marrakech | 19-5-2024  | -           |
| 2023     | 8'14"58 | Rabat     | 28-5-2023  | -           |
| 2022     | 8'11"00 | Roma      | 9-6-2022   | -           |
| 2021     | 8'14"29 | Firenze   | 10-6-2021  | -           |
| 2020     | 8'27"45 | Modena    | 17-10-2020 | -           |
| 2019     | 8'20"88 | Roma      | 6-6-2019   | -           |
| 2018     | 8'28"23 | Rehlingen | 20-5-2018  | -           |
| 2017     | 8'22"94 | Palermo   | 12-9-2017  | -           |
| 2016     | 8'35"49 | Palo Alto | 1-5-2016   | -           |
| 2015     | 8'40"97 | Rieti     | 12-6-2015  | -           |
| 2014     | 8'45"99 | Brugnera  | 6-9-2014   | -           |
| 2013     | 8'56"33 | Milano    | 28-7-2013  | -           |
| 2012     | 9'04"25 | Palermo   | 12-9-2012  | -           |

## Palmarès
| Anno | Manifestazione          | Sede          | Evento         | Risultato | Prestazione | Note   |
| ---- | ----------------------- | ------------- | -------------- | --------- | ----------- | ------ |
| 2013 | Europei U20             | Rieti         | 3000 m siepi   | 7º        | 8'59"62     | [ 7 ]  |
| 2013 | Europei di cross        | Belgrado      | Corsa U20      | 43º       | 18'58"      | [ 8 ]  |
| 2013 | Europei di cross        | Belgrado      | A squadre      | Bronzo    | 55 p.       | [ 9 ]  |
| 2015 | Europei U23             | Tallinn       | 3000 m siepi   | Bronzo    | 8'42"00     | [ 10 ] |
| 2016 | Mediterraneo U23        | Tunisi        | 3000 m siepi   | 4º        | 8'57"34     | [ 11 ] |
| 2018 | Giochi del Mediterraneo | Tarragona     | 3000 m siepi   | 6º        | 8'36"28     | [ 12 ] |
| 2018 | Europei                 | Berlino       | 3000 m siepi   | Batteria  | 8'43"92     | [ 13 ] |
| 2019 | Mondiali                | Doha          | 3000 m siepi   | Batteria  | 8'28"57     |        |
| 2021 | Giochi olimpici         | Tokyo         | 3000 m siepi   | Batteria  | 8'19"51     |        |
| 2022 | Europei                 | Monaco        | 3000 m siepi   | Bronzo    | 8'23"44     |        |
| 2022 | Europei di cross        | Venaria Reale | Corsa seniores | 13º       | 30'20"      |        |
| 2022 | Europei di cross        | Venaria Reale | A squadre      | Argento   | 25 p.       |        |
| 2023 | Giochi europei          | Chorzów       | A squadre      | Oro       | 426,5 p.    | [ 14 ] |
| 2023 | Mondiali                | Budapest      | 3000 m siepi   | Batteria  | 8'33"07     |        |
| 2024 | Europei                 | Roma          | 3000 m siepi   | 8°        | 8'21"09     |        |
| 2024 | Giochi olimpici         | Parigi        | 3000 m siepi   | Batteria  | 8'20"52     |        |

## Campionati nazionali
2009
- 45º ai Campionati italiani di corsa campestre (Porto Potenza Picena) 2,560 km - 8'57" (cadetti)[15]

2010
- 19º ai Campionati italiani allievi e allieve (Rieti), 3000 m piani - 9'34"91[16]

2011
- 11º ai Campionati italiani allievi e allieve (Rieti), 3000 m piani - 9'07"05[17]

2012
- Argento ai Campionati italiani juniores e promesse (Misano Adriatico), 3000 m siepi - 9'13"93[18]

2013
- 9º ai Campionati italiani di corsa campestre (Abbadia di Fiastra), 8 km - 24'29" (juniores)[19]
- Argento ai Campionati italiani juniores e promesse (Rieti), 1500 m piani - 3'51"28[20]
- Argento ai Campionati italiani juniores e promesse (Rieti), 3000 m siepi - 9'02"67[21]
- 8º ai Campionati italiani assoluti (Milano), 3000 m siepi - 8'56"33 [22]

2014
- Bronzo ai Campionati italiani juniores e promesse (Torino), 3000 m siepi - 9'07"22[23]
- 7º ai Campionati italiani assoluti (Rovereto), 3000 m siepi - 8'58"05[24]

2015
- 16º ai Campionati italiani di corsa campestre (Fiuggi), 31'45" (assoluti)[25]
- Bronzo ai Campionati italiani di corsa campestre (Fiuggi), 31'45" (promesse)[26]
- Argento ai Campionati italiani juniores e promesse (Rieti), 3000 m siepi - 8'40"97 [27]
- 4º ai Campionati italiani assoluti Torino), 3000 m siepi - 8'43"04[28]

2016
- 18º ai Campionati italiani di corsa campestre (Gubbio), 10 km - 31'25" (assoluti)[29]
- 6º ai Campionati italiani di corsa campestre (Gubbio), 10 km - 31'25" (promesse)[30]
- 4º ai Campionati italiani assoluti (Rieti), 3000 m siepi - 8'46"36[31]

2017
- 27º ai Campionati italiani di corsa campestre (Gubbio), 10 km - 32'17"[32]
- 4º ai Campionati italiani assoluti (Trieste), 3000 m siepi - 8'42"54[33]

2018
- Argento ai Campionati italiani assoluti (Pescara), 3000 m siepi - 8'35"28[34]

2019
- Argento ai campionati italiani assoluti, 3000 m siepi - 8'35"25
- Oro ai campionati italiani di corsa campestre, cross corto - 8'40"

2020
- Oro ai campionati italiani assoluti, 10000 m piani - 29'07"27
- Argento ai campionati italiani assoluti, 3000 m siepi - 8'27"45

2021
- Bronzo ai campionati italiani di corsa campestre - 31'09"

2022
- Bronzo ai campionati italiani assoluti, 5000 m piani - 13'34"97

2023
- Bronzo ai campionati italiani assoluti di corsa campestre, cross lungo 10 km - 31'05"

2024
- Argento ai campionati italiani assoluti, 3000 m siepi - 8'22"03

2025
- Oro ai campionati italiani assoluti, 3000 m siepi - 8'24"80

## Altre competizioni internazionali
2017
- 12º al Giro podistico internazionale di Castelbuono ( Castelbuono) - 37'27"
- 10º al Giro al Sas ( Trento) - 30'21"

2019
- 11º al Golden Gala Pietro Mennea ( Roma), 3000 m siepi - 8'20"88
- 11º alla BOclassic ( Bolzano) - 30'01"

2020
- 8º al Golden Gala Pietro Mennea ( Roma), 3000 m piani - 7'48"63

2021
- Bronzo nella Super League degli Europei a squadre ( Chorzów), 3000 m siepi - 8'40"41
- 6º al Golden Gala Pietro Mennea ( Firenze), 3000 m siepi - 8'14"29
- 8º alla BOclassic ( Bolzano), 29'45"

2022
- 10º all'Athletissima ( Losanna), 3000 m siepi - 8'25"63
- 7º al Golden Gala Pietro Mennea ( Roma), 3000 m siepi - 8'11"00
- 4º al Giro al Sas ( Trento) - 29'12"

2023
- Campionati europei a squadre di atletica leggera ( Chorzów)
- 6º al Meeting international Mohammed VI d'athlétisme de Rabat ( Rabat), 3000 m siepi - 8'14"58
- 16º al Meeting de Paris ( Parigi), 3000 m siepi - 8'31"88
- 9º alla BOclassic ( Bolzano) - 29'37"
- Oro al Trofeo Sant'Agata ( Catania) - 29'47"

2024
- 19º alla Cinque Mulini ( San Vittore Olona) - 29'15"